# سیارک ۱۰۳۸۱
سیارک ۱۰۳۸۱ (به انگلیسی: 10381 Malinsmith، نامگذاری:1996RB) ده هزار و سیصد و هشتاد و یکمین سیارک کشف شده‌است که در ۳ سپتامبر ۱۹۹۶ کشف شد.